# Chrysotachina ornata
Chrysotachina ornata är en tvåvingeart som först beskrevs av Townsend 1927.  Chrysotachina ornata ingår i släktet Chrysotachina och familjen parasitflugor. Inga underarter finns listade i Catalogue of Life.